# جوش أندرسون (لاعب كرة قاعدة)
جوش أندرسون (بالإنجليزية: Josh Anderson)‏ هو لاعب كرة قاعدة أمريكي، ولد في 10 أغسطس 1982 في سومرست في الولايات المتحدة.

## وصلات خارجية
- جوش أندرسون على موقع دوري كرة القاعدة الرئيسي (الإنجليزية)
- جوش أندرسون على موقعبيزبول رفرنس.كوم (الدوري الرئيسي) (الإنجليزية)
- جوش أندرسون على موقعبيزبول رفرنس.كوم (الدوري الثانوي) (الإنجليزية)
- جوش أندرسون على موقع إي إس بي إن.كوم (أم.أل.بي) (الإنجليزية)
- جوش أندرسون على موقع مشجعي الرسوم البيانية (الإنجليزية)